# Héros ou Salopards
Pour plus de détails, voir Fiche technique et Distribution.
Héros ou Salopards (Breaker Morant) est un film australien de Bruce Beresford sorti en 1980.
Ce film de procès dépeint le passage en cour martiale de trois officiers subalternes australiens pour crimes de guerre à la fin de la seconde guerre des Boers entre 1899 et1902.
L'acteur britannique Edward Woodward y endosse le rôle de Harry « Breaker » Morant ; le reste de la distribution ne réunit que des acteurs australiens, comme Bryan Brown dans le rôle du lieutenant Hancock, Lewis Fitz-Gerald dans celui du lieutenant Witton et Jack Thompson dans celui du major J. F. Thomas.

## Synopsis
Héros ou Salopards raconte le procès de trois soldats australiens, officiers des Bushveldt Carbineer en Afrique du Sud. Harry « Breaker » Morant, Peter Handcock et George Witton sont accusés du meurtre de prisonniers boers. Morant et Handcock sont accusés d'avoir tiré sur un missionnaire allemand, le révérend CAD Heese. Leur avocat, le major J. F. Thomas, ne dispose que d’une journée pour préparer leur défense.
Lord Kitchener, qui ordonne le procès, espère achever la seconde guerre des Boers par une conférence de paix. Il utilise donc le procès Morant pour montrer sa volonté de juger fermement ses propres soldats lorsqu’ils désobéissent aux règles de la guerre. Cependant, comme mentionné par un des personnages, l'affaire est complexe et met en cause une accusation de meurtre contre des soldats en service actif. Kitchener est toutefois déterminé à obtenir un verdict de culpabilité de la Cour de justice.
Les causes et les circonstances de ce procès y sont développées. Morant a exécuté des prisonniers boers en représailles à la mutilation et au décès de son ami et supérieur hiérarchique immédiat, le capitaine Hunt. Rendu furieux par cet incident, Morant attaque le camp d'internement des Boers, où il capture un prisonnier boer qui porte alors la veste kaki du capitaine Hunt. Morant ordonne qu'il soit exécuté, ce qui est accompli immédiatement.
Le meurtre des six autres prisonniers boers se déroule de façon similaire. Quoiqu’ils se soient rendus, ils sont tués. Morant se justifie : « Vous connaissez les ordres de Whitehall. S'ils montrent un drapeau blanc, nous feignons ne pas le voir. Nous ne l'avons pas vu. » Avant l'exécution, Morant remarque que Hesse discute avec les prisonniers boers, placés sous bonne garde. Morant, furieux, est persuadé que Hesse est un espion mais n'en a aucune preuve. Une conversation avec Hancock mène ce dernier à s'emparer d'un fusil et d'un cheval et à suivre Hesse, qui est retrouvé mort le matin suivant.
Durant le procès, l’inclination de la cour à délivrer un verdict de culpabilité apparaît évidente, de même que les machinations politiques. Le point central porte sur le fait de savoir si les ordres d'exécuter les prisonniers boers étaient venus de Kitchener. Le major Thomas dit qu'il y avait un ordre permanent mais non écrit. Les ordres ont été transmis verbalement au capitaine Hunt, qui les a transmises verbalement à Morant, et il est donc impossible de prouver l'existence de l'ordre.
Ironiquement, bien que Morant ait obéi aux ordres, lui et Hancock sont directement responsables de l'assassinat de Hesse. Hancock, qui avait pris la précaution d'obtenir l'alibi de deux « amies », admet devant Witton qu'il a suivi Hesse et l'a effectivement assassiné. Cependant, la cour les acquitte pour le meurtre de Hesse, tout en retenant les deux autres chefs d'accusation.
Une circonstance bien commode est l'absence de Kitchener de la région à ce moment, lequel est également indisponible pour décider d'un sursis, bien qu'il commue la peine de Witton en emprisonnement à vie avant son départ. Morant et Hancock sont mis à mort le lendemain matin, et Witton est mené au transport pénitentiaire.
Un résumé apparaît à la fin du film et énonce ce qu'il advient de certains des personnages. Thomas retourne dans son Australie natale, où il poursuivit son activité d'avocat, bien que limitée à la rédaction de testaments et cadastres. Witton purge trois ans de sa peine mais est relâché à la suite du tollé national causé par l'affaire et écrit un ouvrage, Scapegoats of the Empire (Les Boucs émissaires de l'empire), à propos de l'affaire. Cela est si prompt à enflammer l'opinion publique qu'il sera censuré par le gouvernement britannique pendant les deux guerres mondiales, à cause des sentiments anti-britanniques exprimés.

## Fiche technique
- Titre original : Breaker Morant
- Réalisation : Bruce Beresford
- Scénario : Jonathan Hardy, David Stevens et Bruce Beresford
- Directeur de la photographie : Donald McAlpine
- Montage : William M. Anderson
- Production : Matt Carroll
- Genre : Film historique, Film de guerre, Film de procès
- Pays :  Australie
- Durée : 107 minutes (1 h 47)
- Date de sortie :
  -  France : 12 mai 1980 (Festival de Cannes), 10 septembre 1980 (sortie nationale)
  -  Australie : 15 mai 1980 (première à Adélaïde), 3 juillet 1980 (sortie nationale)

## Distribution
- Edward Woodward (VF : Jean-Claude Michel) : Harry 'Breaker' (le 'Dégraisseur' en VF) Morant
- Jack Thompson (VF : Pierre Hatet) : Major J.F. Thomas
- John Waters (VF : Jean Roche) : Cpt. Alfred Taylor
- Bryan Brown (VF : Maurice Sarfati) : Lt. Peter Handcock
- Charles 'Bud' Tingwell (VF : William Sabatier) : Lt. Col. Denny (as Charles Tingwell)
- Terence Donovan (VF : Marc de Georgi) : Cpt. Simon Hunt
- Vincent Ball (VF : Jean Berger) : Col. Ian (Johnny) Hamilton
- Ray Meagher (VF : Michel Derain) : Sar. Maj. Drummond
- Chris Haywood : Cpl. Sharp
- Russell Kiefel (VF : Pascal Renwick) : Christiaan Botha
- Lewis Fitz-Gerald (VF : Georges Poujouly) : Lt. George Witton
- Rod Mullinar (VF : Pierre Arditi) : Major Charles Bolton
- Alan Cassell (VF : René Arrieu) : Lord Kitchener
- Rob Steele (VF : Antoine Marin) : Cpt. Robertson
- Chris Smith : Cameron Sergeant
- Bruno Knez (VF : Claude Bertrand) : Rev. Hesse
- John Pfitzner : Boer Leader
- Frank Wilson : Dr. Johnson
- Michael Procanin : Visser
- Ray Ball : Court Reporter
- Wayne Bell : Lt. Reed
- Halifa Cisse : Black Guide
- Norman Currer : Boer Singer (as Norm Currer)
- Bridget Cornish : Hunts Sister
- Judy Dick : Mrs. Shiels
- Barbara West : Mrs. Vanderberg
- Ria Erskine : Boer Girl
- Ian Gray : B / M Thomas
- Sylvia Horseman : Boer Pianist
- Dick Henderson : Cpt. Nicholson
- Alan Lovett : Scots Sentry
- Trevor Mann : B / M Little
- Jon Nicholls : Lt. Baxter
- Peter Osborn : Minister
- Ron Peterson : Feist
- Don Quin : Wittons Father
- Maria Reid : Boer Girl
- Ron Rodger : English Orderly
- Nellie Seidel : Boer Girl
- Laurie Walton : Judge Advocate
- Hank Bernard : Large Boer
- Elspeth Radford : Handcock's Wife